# 鳥取県道312号倉吉環状線
鳥取県道312号倉吉環状線（とっとりけんどう312ごう くらよしかんじょうせん）は、鳥取県倉吉市を通る一般県道である。

## 概要
倉吉市米田町から倉吉市巌城に至る。

### 路線データ
- 起点：鳥取県倉吉市米田町（米田町交差点、国道179号・鳥取県道205号木地山倉吉線交点）
- 終点：鳥取県倉吉市巌城（鳥取県道161号倉吉江北線交点）
- 未開通区間
  - 鳥取県倉吉市米田町 - 鳥取県倉吉市富海（とどみ）
  - 鳥取県倉吉市北野 - 鳥取県倉吉市福光・福光交差点（鳥取県道34号倉吉赤碕中山線交点）

## 路線状況

### 重複区間
- 鳥取県道38号倉吉福本線（倉吉市下大江 - 倉吉市八幡町・生田橋東詰交差点）
- 鳥取県道23号倉吉由良線（倉吉市和田・和田交差点 - 倉吉市和田東町・和田橋北交差点）
- 鳥取県道237号仙隠岡田線北野バイパス（倉吉市生田・生田橋入口交差点 - 倉吉市北野）

### 道路施設

#### 橋梁
- 富海橋（富海川、倉吉市、鳥取県道38号倉吉福本線重複区間内）
- 生田橋（小鴨川、倉吉市、鳥取県道38号倉吉福本線重複区間内）

## 地理

### 通過する自治体
- 鳥取県
  - 倉吉市

### 交差する道路
| 交差する道路                                                           | 交差する場所 | 交差する場所        |
| ---------------------------------------------------------------------- | ------------ | ------------------- |
| 国道179号 鳥取県道205号木地山倉吉線                                    | 米田町       | 米田町交差点 / 起点 |
| 未供用区間                                                             |              |                     |
| 鳥取県道38号倉吉福本線 重複区間起点                                    | 下大江       |                     |
| 鳥取県道38号倉吉福本線 重複区間終点                                    | 八幡町       | 生田橋東詰交差点    |
| 国道313号 鳥取県道237号仙隠岡田線 / 北野バイパス 重複区間起点          | 生田         | 生田橋入口交差点    |
| 鳥取県道501号倉吉東郷自転車道線（歩道） 倉吉市道西倉吉町生田線（車道） | 北野         |                     |
| 鳥取県道237号仙隠岡田線 / 北野バイパス 重複区間終点                    | 北野         |                     |
| 未供用区間                                                             |              |                     |
| 鳥取県道34号倉吉赤碕中山線                                             | 福光         | 福光交差点          |
| 鳥取県道151号倉吉東伯線                                                | 国府（こう） | 国府西口交差点      |
| 国道313号                                                              | 不入岡       | [ 注釈 1 ]          |
| 鳥取県道23号倉吉由良線 重複区間起点                                    | 和田         | 和田交差点          |
| 国道313号 鳥取県道23号倉吉由良線 重複区間終点                          | 和田東町     | 和田橋北交差点      |
| 鳥取県道161号倉吉江北線                                                | 巌城         | 終点                |

### 沿線
- 倉吉市立社小学校
- 国府川